# Air Staff (United States Air Force)
L'Air Staff è uno dei due quartier generali del dipartimento dell'aeronautica statunitense (l'altro è quello del Segretario all'aeronautica). È guidato dal Chief of Staff of the United States Air Force (CSAF) ed è composto principalmente da ufficiali dell'United States Air Force (USAF – l'aeronautica militare statunitense) che lo assistono nel suo ruolo di consigliere militare del Segretario all'aeronautica e in quanto membro dello stato maggiore congiunto (Joint Chiefs of Staff). 
L'Air Staff è stato riorganizzato nel 2006 dallo stato maggiore congiunto e nel 2008 per decisione autonoma dell'USAF.

## Organigramma

### Rapid Capabilities Office
L'Air Force Rapid Capabilities Office (RCO), sito a Washington e nato per ordine dell'Unified Combatant Command, dipende direttamente da un ufficio facente capo al Sottosegretario alla difesa per l'acquisto, la tecnologia e la logistica e composto, inoltre, dal CSAF, dal Segretario all'aeronautica e dall'assistente di quest'ultimo agli acquisti, tutti aiutati nelle loro funzioni da personale tecnico specializzato. Lo scopo dell'RCO è quello di studiare il modo migliore per condurre a buon fine gli affari dell'USAF e del dipartimento della difesa.
Obiettivo primario dell'RCO è la sperimentazione, entro i limiti dello statuto, per scoprire e suggerire all'aeronautica militare e al dipartimento della difesa nuovi metodi, processi e tecniche di gestione ad alta efficienza degli affari. 